# Мишън Бей
Мишън Бей или Мисионерски залив (Mission Bay) е квартал в град-окръг Сан Франциско, щата Калифорния. Кварталът е създаден през 1998 г. В Мишън Бей се намира един от корпусите на Калифорнийския университет - Сан Франциско. Най-новият клон на Санфранциската обществена библиотека е отворен в Мишън Бей през месец юли 2006 г.